# Karakeshish
Karakeshish (azerbajdzjanska: İyirmi Altı Komissar adına Kənd, Kərəmli, armeniska: Բրաջուր) är en ort i Azerbajdzjan.   Den ligger i distriktet Xanlar Rayonu, i den västra delen av landet, 300 km väster om huvudstaden Baku. Karakeshish ligger 1 015 meter över havet och antalet invånare är 382.
Terrängen runt Karakeshish är kuperad åt nordväst, men åt sydost är den bergig. Runt Karakeshish är det ganska tätbefolkat, med 52 invånare per kvadratkilometer.. Närmaste större samhälle är Ganja, 18,7 km nordost om Karakeshish.
Trakten runt Karakeshish består i huvudsak av gräsmarker.